# Erfgenaam Gezocht
Erfgenaam Gezocht is een Vlaams programma dat wordt gepresenteerd door Axel Daeseleire en dat sinds 2021 wordt uitgezonden op VTM. Axel gaat op zoek naar de erfgenamen van niet-opgeëiste erfenissen. Het programma is gebaseerd op het Nederlandse programma De Erfgenaam.

## Overzicht
Axel gaat op zoek naar de erfgenamen van niet-opgeëiste erfenissen in binnen -en buitenland. Notaris Carol Bohyn zorgt voor een goede afhandeling.  
| Seizoen | Afl. | Presentatie     |
| ------- | ---- | --------------- |
| 1       | 6    | Axel Daeseleire |
| 2       | 8    | Axel Daeseleire |
| 3       | 9    | Axel Daeseleire |

## Trivia
- Matthias Diependaele en Wendy Van Wanten waren te zien tijdens aflevering 8 van seizoen 3. Eric Geboers was normaalgezien ook een erfgenaam in seizoen 3, maar door een regel in het testamant van de erflater, erfde hij uiteindelijk niet.[1][2]
- Zowel in seizoen 2 als 3 vond Axel erfgenamen voor een erfenis van meer dan 1.000.000,00 euro, maar door de wetgeving dat een erfgenaam verder dan stap 4 geen recht heeft op de erfenis, kon hij 2 maal de erfenis niet uitkeren. [3]